# 蒂萨特兰

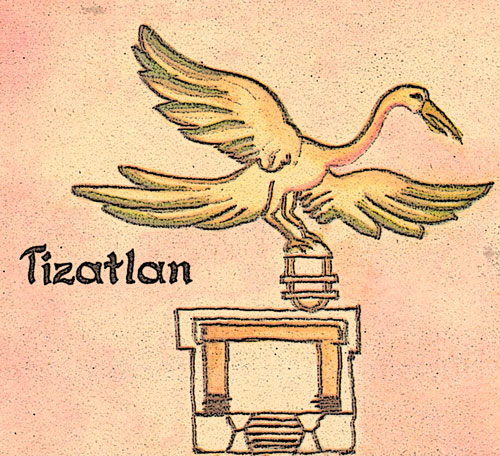
“蒂萨特兰”的纳瓦特尔语象形文字

蒂萨特兰是前哥伦布时期组成特拉斯卡拉联邦的四座城邦之一。现今遗址位于墨西哥中部的特拉斯卡拉市。

## 历史
四座城邦中，蒂萨特兰第三个建立。但在西班牙征服阿兹特克帝国时，其已与奥科特洛尔科并称为特拉斯卡拉的最强城邦。在奥科特洛尔科掌握经济大权的同时，蒂萨特兰——联邦之司令部，掌握军事要权。
西班牙侵略者登陆墨西哥时，其统治者为希科滕卡特尔一世。经过一系列政治事件后，蒂萨特兰最终为奥科特洛尔科所控。